# 彻奇 (艾奥瓦州)
彻奇（Church），亦称彻奇村（Church Village）、彻奇镇（Churchtown），美国艾奥瓦州阿勒马基县的一个非建制地区。彻奇于1896年建立。